# Barygenys atra
Barygenys atra és una espècie de granota que viu a Papua Nova Guinea.